# 竜華水みらいセンター
竜華水みらいセンター（りゅうげみずみらいセンター）は、大阪府八尾市龍華町にある下水処理場である。寝屋川流域下水道の内、川俣処理区6市の広域下水処理を行う。旧国鉄竜華操車場跡地に建てられ、2010年（平成22年）11月に供用開始された。

## 処理能力
処理能力は69,000m3で、処理方式は生物学的脱リンとステップ流入式2段硝化脱窒法および生物膜ろ過である。

## 所在地
大阪府八尾市龍華町2丁目2-55

## 周辺
- 久宝寺駅 - 最寄駅
- 久宝寺緑地